# ماخطة متوردة مألوفة
ماخطة متوردة مألوفة (الاسم العلمي: Rubicundus rubicundus) هي نوع من اللافكيات تتبع جنس الماخطة المتوردة من فصيلة الأسماك المخاطية.